# Molières 1987
La 1re Nuit des Molières, organisée par l'Association professionnelle et artistique du théâtre (APAT), sous la présidence de Jean-Louis Barrault, animée par François Périer a eu lieu le 23 mai 1987.

## Molière du comédien
- Philippe Clévenot dans Elvire Jouvet 40
  - Claude Rich dans Faisons un rêve
  - Jacques Dufilho dans L'Escalier
  - Michel Bouquet dans Le Malade imaginaire
  - Michel Serrault dans L'Avare

## Molière du comédien dans un second rôle
- Pierre Arditi dans La Répétition ou l'Amour puni
  - Jean-Paul Roussillon dans Conversations après un enterrement
  - Patrick Raynal dans Tel quel
  - Didier Sandre dans La Folle Journée ou le Mariage de Figaro
  - Jean-Michel Dupuis dans Conversations après un enterrement

## Molière de la révélation théâtrale masculine
- Philippe Caubère dans Ariane ou l'Âge d'or
  - Jean-Christophe Lebert dans Harold et Maude
  - Fabrice Luchini dans Voyage au bout de la nuit
  - Nicolas Vaude dans Clérambard
  - Gérard Rinaldi dans Double mixte

## Molière de la comédienne
- Suzanne Flon dans Léopold le bien-aimé
  - Denise Grey dans Harold et Maude
  - Jeanne Moreau dans Le Récit de la servante Zerline
  - Dominique Valadié dans Hedda Gabler
  - Nicole Garcia dans Deux sur la balançoire

## Molière de la comédienne dans un second rôle
- Sabine Haudepin dans Kean
  - Anne Alvaro dans Ce soir on improvise
  - Magali Noël dans Cabaret
  - Lucienne Hamon dans Conversations après un enterrement
  - Catherine Arditi dans Adriana Monti

## Molière de la révélation théâtrale féminine
- Ute Lemper dans Cabaret
  - Dominique Blanc dans La Folle Journée ou le Mariage de Figaro
  - Fabienne Guyon dans la Petite Boutique des horreurs
  - Maria de Medeiros dans Elvire Jouvet 40
  - Yasmina Reza dans Conversations après un enterrement

## Molière du théâtre privé
- Ariane ou l'Âge d'or, Théâtre Hébertot, Théâtre Tristan Bernard
  - Conversations après un enterrement, Théâtre Paris-Villette
  - Léopold le bien-aimé, Théâtre de l'Œuvre
  - Kean, Théâtre Marigny
  - Deux sur la balançoire, Théâtre de l'Atelier

## Molière du théâtre public
- La Folle Journée ou le Mariage de Figaro, Théâtre national de Chaillot
  - Madame de Sade, Théâtre national de Chaillot
  - Elvire Jouvet 40, Théâtre national de Strasbourg, Théâtre de l'Athénée, Comédie-Française
  - Cabaret, Théâtre du 8e (Lyon)
  - Le Songe d'une nuit d'été, Comédie-Française

## Molière du spectacle musical
- Cabaret, Théâtre du 8e (Lyon)
  - Les Petits Pas, Théâtre des Bouffes du Nord Festival d'automne
  - La Petite Boutique des horreurs, Théâtre Déjazet
  - L'Opéra de quat'sous, Théâtre du Châtelet

## Molière de l'adaptateur
- Jean-Loup Dabadie pour Deux sur la balançoire
  - Claude Baignères, Anne Tognetti pour Conférence au sommet
  - Loleh Bellon pour Adriana Monti
  - André Pieyre de Mandiargues pour Madame de Sade
  - Matthieu Galey pour Bonsoir maman

## Molière de l'auteur
- Yasmina Reza pour Conversations après un enterrement
  - Jean-Claude Brisville pour L'Entretien de M. Descartes avec M. Pascal le jeune
  - Jean Anouilh pour La Répétition ou l'Amour puni
  - Philippe Caubère pour Ariane ou l'âge d'or
  - Nathalie Sarraute pour Pour un oui ou pour un non

## Molière du metteur en scène
- Jean-Pierre Vincent pour La Folle Journée ou le Mariage de Figaro
  - Jérôme Savary pour Cabaret
  - Pierre Mondy pour C'est encore mieux l'après-midi
  - Sophie Loucachevsky pour Madame de Sade
  - Jorge Lavelli pour Le Songe d'une nuit d'été
  - Robert Hossein pour Kean

## Molière du créateur de costumes
- Yannis Kokkos pour Madame de Sade
  - Patrice Cauchetier pour La Folle Journée ou le Mariage de Figaro
  - Sylvie Poulet pour Kean
  - Michel Dussarat pour Cabaret

## Molière du décorateur scénographe
- Yannis Kokkos pour L'Échange
  - Ezio Frigerio pour L'Avare
  - Nicky Rieti pour Venise sauvée
  - Pierre Simonini pour Kean